# Пхомматат
Пхомматат (лаос. ພະຍາພົມມະທັດ‎‎‎‎; пом. 1429) — четвертий правитель королівства Лансанг.
Успадкував трон після смерті свого батька, короля Лан Кхам Денга 1428 року. Його правління тривало лише 10 місяців, доки 1429 року його не було вбито в результаті змови придворних.
Хроніки, в яких згадується Пхомматат, належать до старовинних анналів королівства Лансанг, держав Ланна, Аюттхая та Бірма, й усі вони суперечать одне одному. Зокрема хроніки Лансангу перекладались іншими мовами та тлумачились по різному, що спричинило дискусії з приводу правдивості тих історичних джерел. Більшість дослідників вважають, що до оригінальних текстів навмисне вносились зміни, щоб не висвітлювати ті чи інші події з метою возвеличення власної держави. Тому події та дати біографії Пхомматата не можуть бути цілком достовірними.

## Біографія
Був старшим сином короля Лан Кхам Денга та королеви Кео Пумфа. Зійшов на престол 1428 року, отримавши у спадок від батька квітучу й гарно організовану державу, однак при дворі набирали силу фракції, опозиційні до королівської влади. Особливої могутності набула куртизанка Магадеві, представниця родини, що мала значний вплив, що стрімко зростав, ще за правління Лан Кхам Денга.
Внутрішня боротьба між представниками різних фракцій, а також інтриги Магадеві призвели до вбивства Пхомматата, який потрапив у пастку, підготовану куртизанкою. Зрештою Магадеві відіграла визначну роль в обранні наступника Пхомматата на престолі, ним став молодший брат короля Юкхон.

## Боротьба за владу
Убивство Пхомматата стало першим у низці подібних актів при дворі: жага Магадеві до влади спричинила впродовж наступних років убивства ще кількох королів. Близько 1440 року, коли Магадеві було вже понад 90 років, вона мала шанс стати першою правителькою Лансангу. Втім знать об'єдналась і вирішила покласти край її свавіллю: Магадеві було вбито разом з її молодим чоловіком, а державу тимчасово очолила рада, що складалась із представників духовенства.
Окрім того, розкол у державі було спричинено ескалацією протистояння між фракцією, що підтримувала зв'язки з сіамською державою Аюттхая, з одного боку, та фракцією, що залежала від Кхмерської імперії, з іншого. Перша з тих фракцій утворилась від самого початку заснування королівства Лансанг, коли його засновник Фа Нгум одружився з дочкою правителя Аюттхаї Рамадіпаті. Ця партія знайшла підтримку серед аристократів, відданих традиції мандала, що її започаткував у своїй державі Фа Нгум. Інша фракція була тісно пов'язана з кхмерським імператорським двором, який відіграв надважливу роль в об'єднанні лаоських земель та заснуванні королівства Лансанг. Деякі дослідники вважають, що саме конфлікт між тими двома фракціями призвів до повалення та заслання з країни її засновника, короля Фа Нгума 1372 року.